# Geórgia no Festival Eurovisão da Canção
A Geórgia, no Festival Eurovisão da Canção, estreou em 2007 e estando ausente apenas 1 vez, em 2009, devido à Guerra da Ossétia do Sul de 2008. O presidente da Radiodifusão Pública Georgiana da época afirmou que não seria despropositado desistir, mas, após um longo debate, decidiram participar, realizando uma final nacional, da qual saiu vencedora a canção "We Don't Wanna Put In". No entanto, a participação foi retirada, devido ao facto da canção incluir referências políticas subliminares ao então primeiro-ministro russo Vladimir Putin, algo que a GPB negou, mas que não impediu a União Europeia de Radiodifusão de proibir a música de competir devido à sua letra.

## Galeria

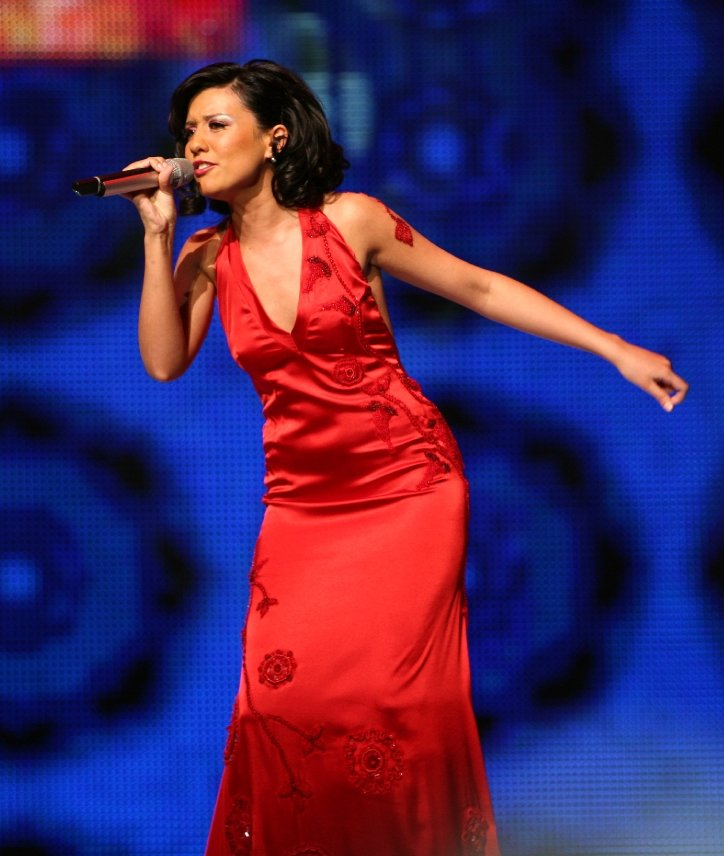
Sopho Khalvashi em Helsínquia (2007)
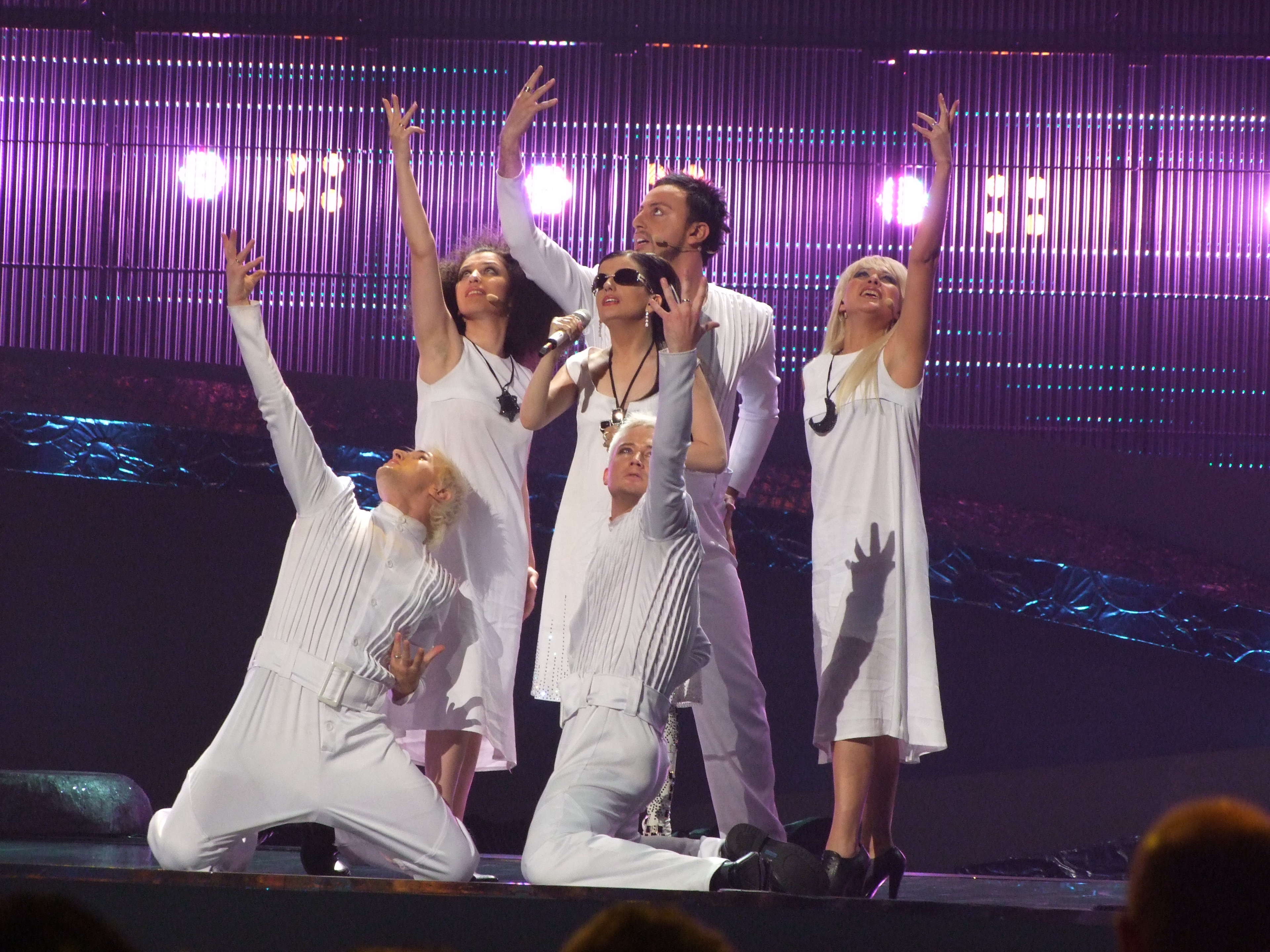
Diana Gurtskaya em Belgrado (2008)
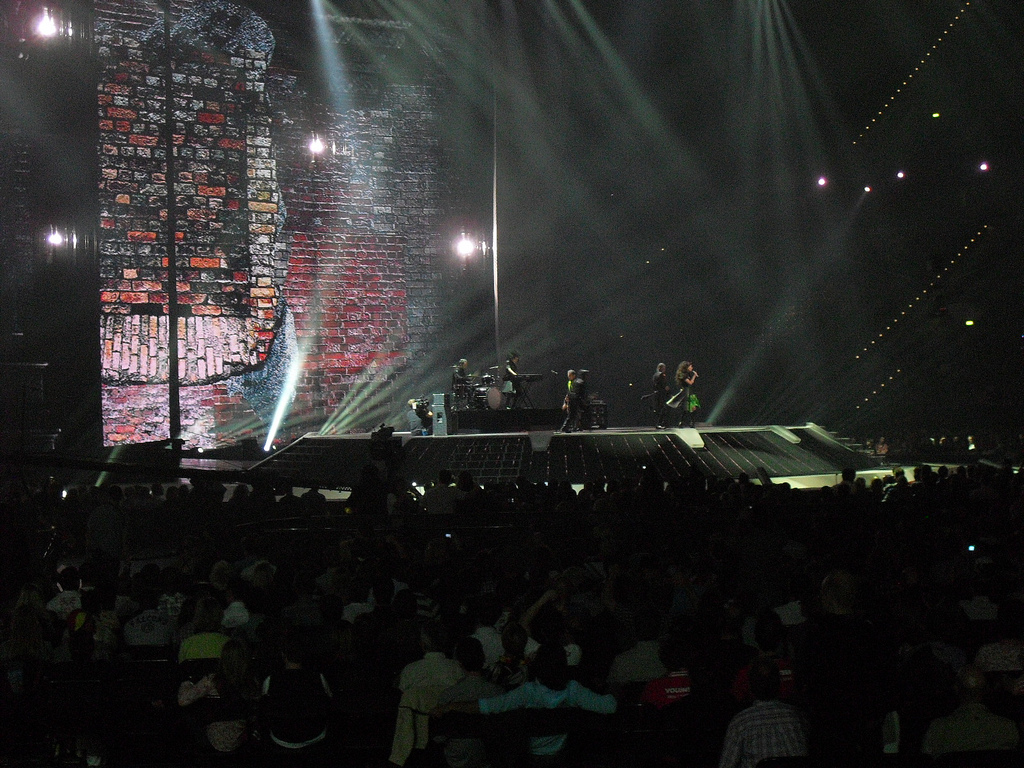
Eldrine em Düsseldorf (2011)
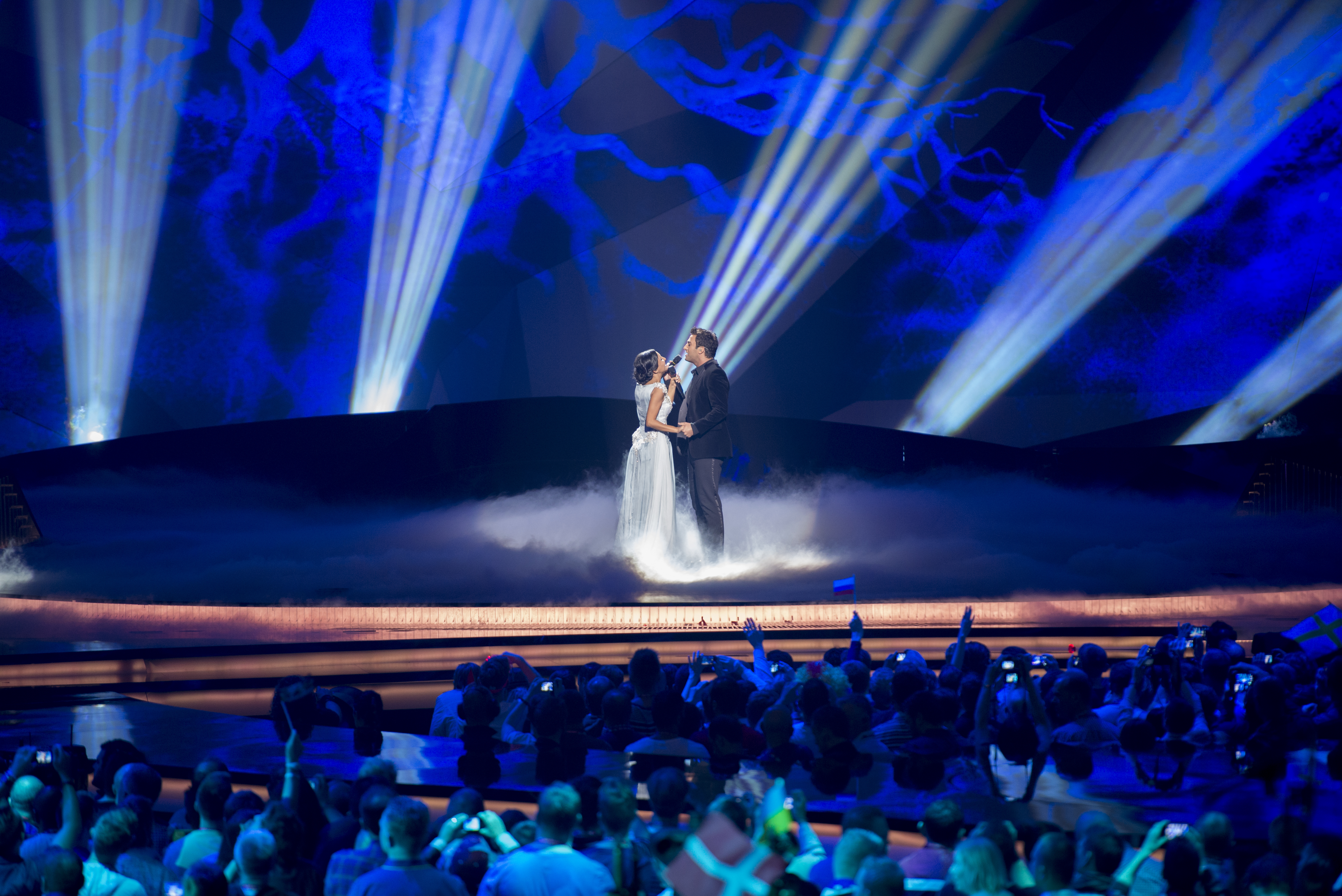
Sopho Gelovani e Nodiko Tatishvili em Malmö (2013)
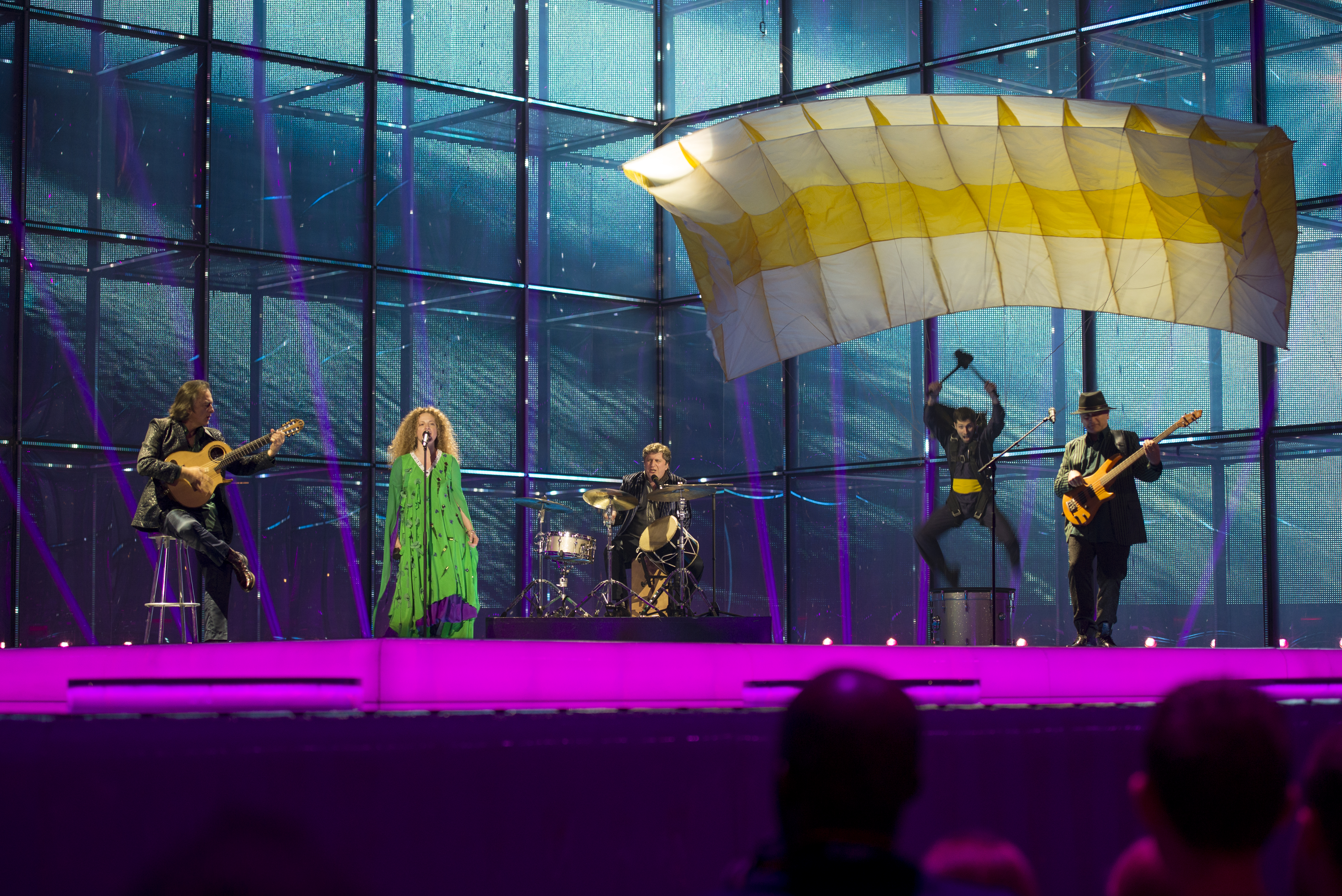
The Shin & Mariko Ebralidze em Copenhaga (2014)
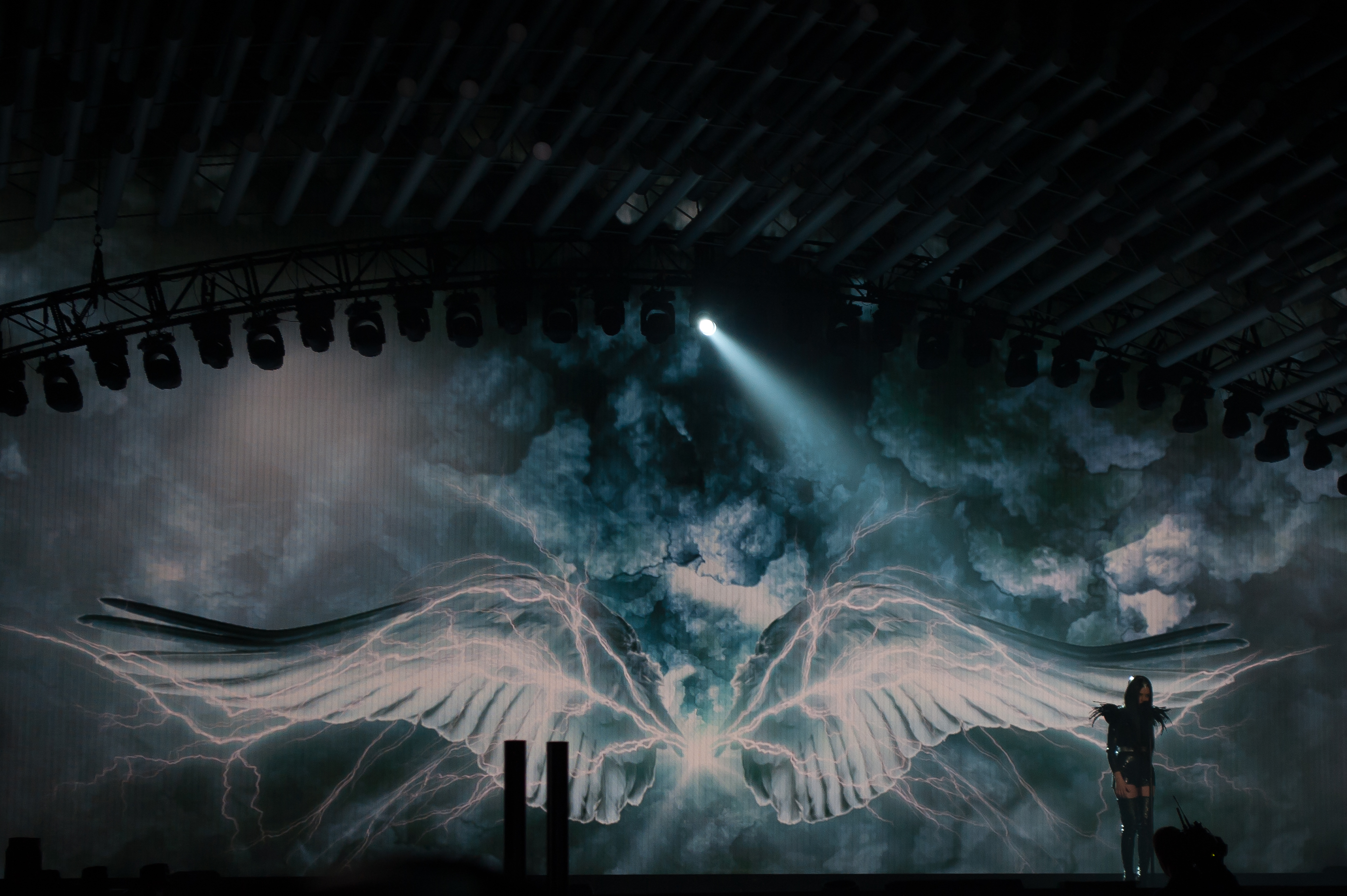
Nina Sublatti em Viena (2015)
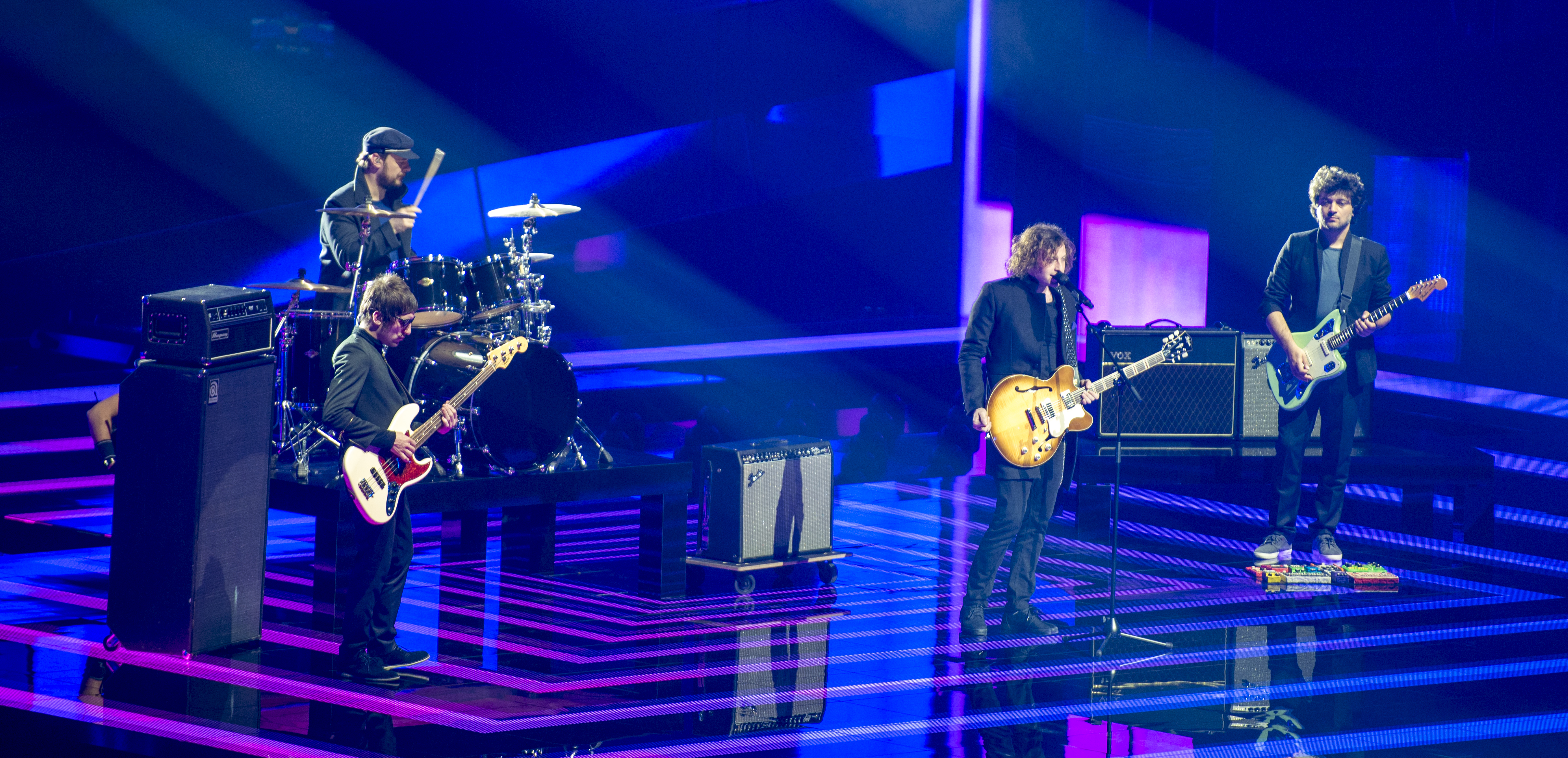
Nika Kocharov & Young Georgian Lolitaz em Estocolmo (2016)
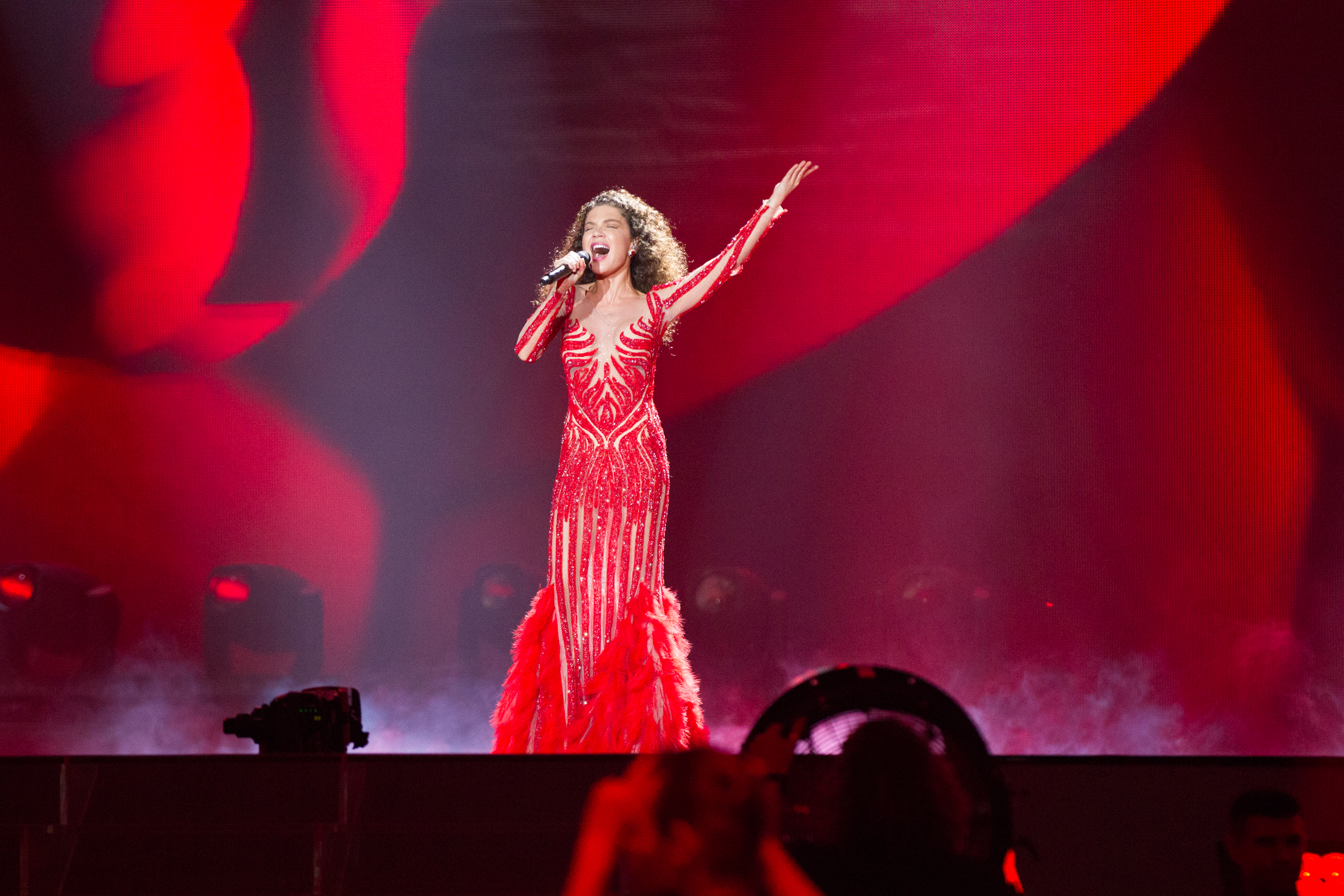
Tamara Gachechiladze em Kiev (2017)
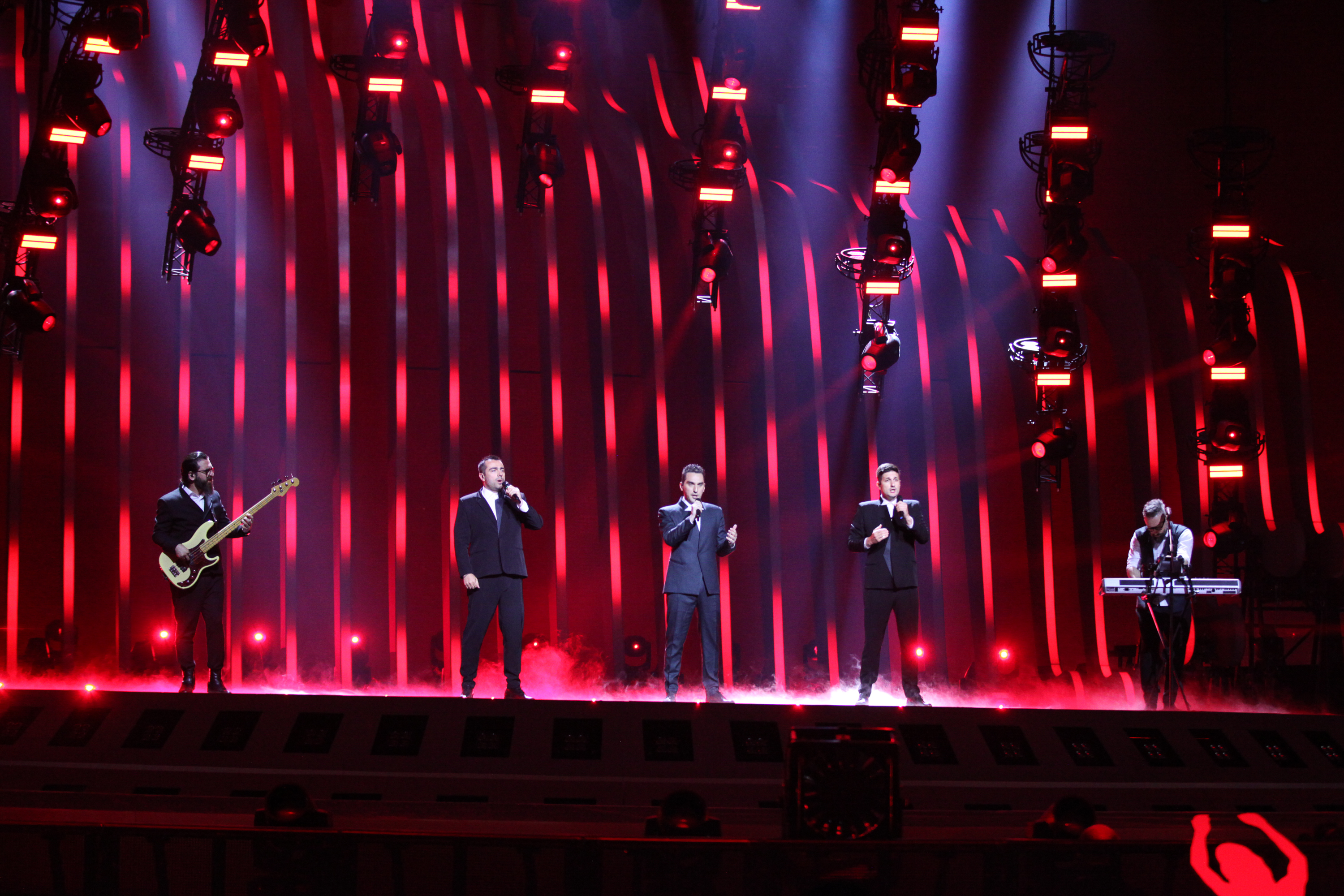
Iriao em Lisboa (2018)
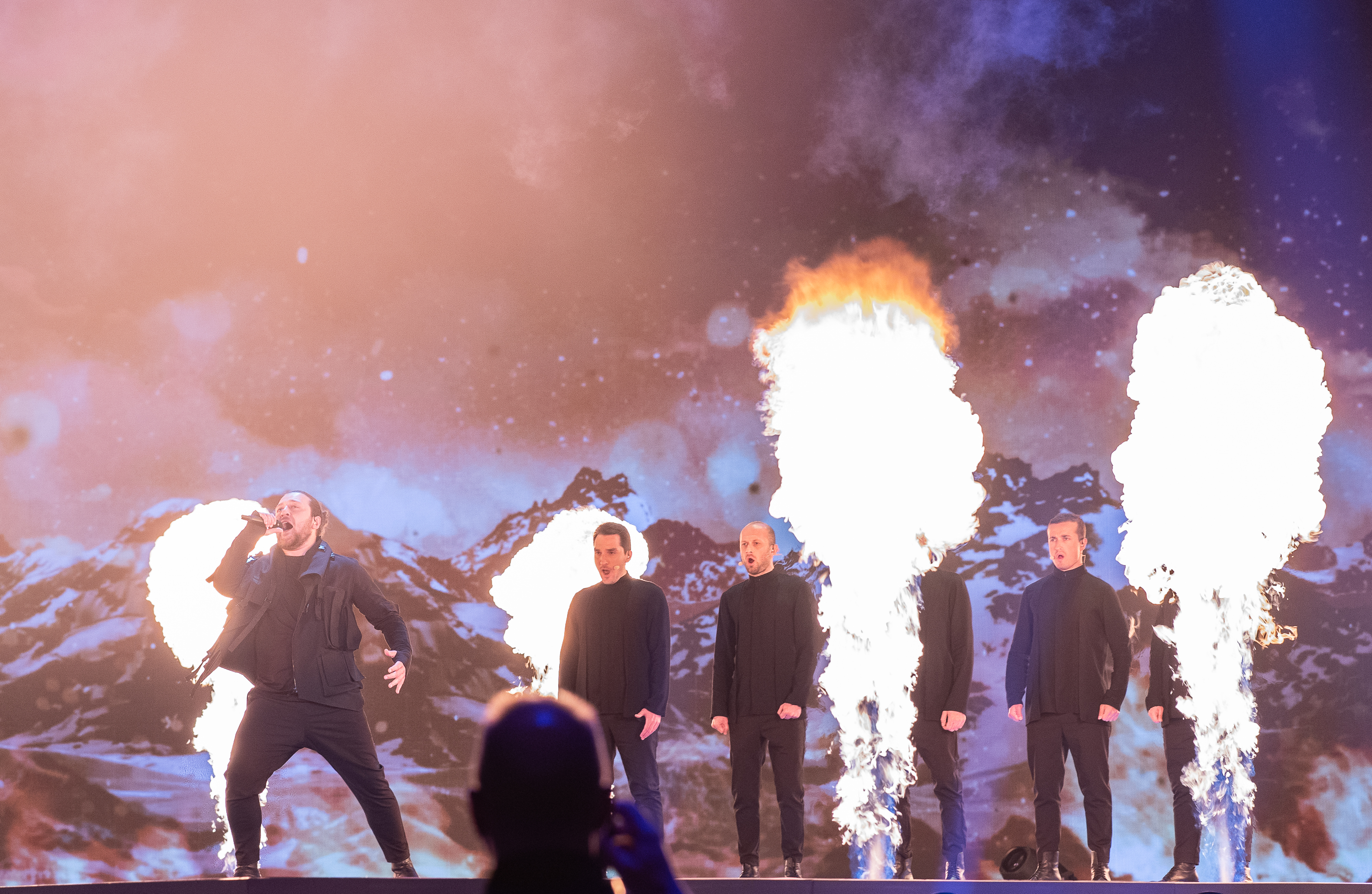
Oto Nemsadze em Tel Aviv (2019)

## Participações
Legenda
     Vencedor
     2.º lugar
     3.º lugar
     Pontuação Nula ("Null Points")/Último Lugar
     Melhor classificação (fora do top 3)
     Qualificação para a final (fora do top 3)
     País-anfitrião
     Desclassificado
| #   | Sede            | Artista                                | Canção                                             | Língua              | Final                    | Pontos                   | Semi                     | Pontos                   |
| --- | --------------- | -------------------------------------- | -------------------------------------------------- | ------------------- | ------------------------ | ------------------------ | ------------------------ | ------------------------ |
| 1º  | Helsínquia 2007 | Sopho Khalvashi                        | "Visionary dream" Sonho visionário                 | Inglês              | 12º                      | 97                       | 8º                       | 123                      |
| 2º  | Belgrado 2008   | Diana Gurtskaya                        | "Peace will come" A Paz Virá                       | Inglês              | 11º                      | 83                       | 5º                       | 107                      |
|     | Moscovo 2009    | Stefane & 3G                           | "We Don't Wanna Put In" Nós Não Queremos Pôr       | Inglês              | Retirou-se               | Retirou-se               | Retirou-se               | Retirou-se               |
| 3º  | Oslo 2010       | Sopho Nizharadze                       | "Shine" Brilhar                                    | Inglês              | 9°                       | 136                      | 3°                       | 106                      |
| 4º  | Düsseldorf 2011 | Eldrine                                | "One More Day" Um dia Mais                         | Inglês              | 9º                       | 110                      | 6º                       | 74                       |
| 5º  | Baku 2012       | Anri Jokhadze                          | "I'm a Joker" Eu sou um Palhaço                    | Inglês & Georgiano  | Não se qualificou        | Não se qualificou        | 14º                      | 36                       |
| 6º  | Malmö 2013      | Sopho Gelovani e Nodiko Tatishvili     | "Waterfall" Queda de água                          | Inglês              | 15º                      | 50                       | 10º                      | 63                       |
| 7º  | Copenhaga 2014  | The Shin & Mariko Ebralidze            | "Three Minutes to Earth" Três Minutos para a Terra | Inglês              | Não se qualificou        | Não se qualificou        | 15º                      | 15                       |
| 8º  | Viena 2015      | Nina Sublatti                          | "Warrior" Guerreira                                | Inglês              | 11º                      | 51                       | 4º                       | 98                       |
| 9º  | Estocolmo 2016  | Nika Kocharov & Young Georgian Lolitaz | "Midnight Gold" Ouro da meia-noite                 | Inglês              | 20º                      | 104                      | 9º                       | 123                      |
| 10º | Kiev 2017       | Tako Gachechiladze                     | "Keep the Faith" Manter a Fé                       | Inglês              | Não se qualificou        | Não se qualificou        | 11º                      | 99                       |
| 11º | Lisboa 2018     | Iriao                                  | "For You" Para ti                                  | Georgiano           | Não se qualificou        | Não se qualificou        | 18º                      | 24                       |
| 12º | Tel Aviv 2019   | Oto Nemsadze                           | "Keep On Going" Continua                           | Georgiano & Abcázio | Não se qualificou        | Não se qualificou        | 14º                      | 62                       |
|     | Roterdão 2020   | Tornike Kipiani                        | "Take Me as I Am" Aceita-me como sou               | Inglês              | A edição não se realizou | A edição não se realizou | A edição não se realizou | A edição não se realizou |
| 13º | Roterdão 2021   | Tornike Kipiani                        | "You" Tu                                           | Inglês              | Não se qualificou        | Não se qualificou        | 16º                      | 16                       |
| 14º | Turim 2022      | Circus Mircus                          | "Lock Me In" Prende-me                             | Inglês              | Não se qualificou        | Não se qualificou        | 18º                      | 22                       |
| 15º | Liverpool 2023  | Iru Khechanovi                         | "Echo" Eco                                         | Inglês              | Não se qualificou        | Não se qualificou        | 12º                      | 33                       |
| 16º | Malmö 2024      | Nutsa Buzaladze                        | "Firefighter" Bombeira                             | Inglês              | 21º                      | 34                       | 8º                       | 54                       |
| 17º | Basileia 2025   | Mariam Shengelia                       | "Freedom" Liberdade                                | Georgiano & Inglês  | Não se qualificou        | Não se qualificou        | 15º                      | 28                       |

| Ano             | Artista                                | Canção                   | Final             | Final             | Final             | Final             | Final             | Final             | Semi            | Semi            | Semi            | Semi            | Semi | Semi   |
| Ano             | Artista                                | Canção                   | Tlv.              | Pontos            | Júri              | Pontos            | Cl.               | Pontos            | Tlv.            | Pontos          | Júri            | Pontos          | Cl.  | Pontos |
| --------------- | -------------------------------------- | ------------------------ | ----------------- | ----------------- | ----------------- | ----------------- | ----------------- | ----------------- | --------------- | --------------- | --------------- | --------------- | ---- | ------ |
| Oslo 2010       | Sopho Nizharadze                       | "Shine"                  | 9º                | 127               | 4º                | 160               | 9°                | 136               | 5º              | 102             | 1º              | 117             | 3°   | 106    |
| Düsseldorf 2011 | Eldrine                                | "One More Day"           | 8º                | 138               | 16º               | 79                | 9º                | 110               | 5º              | 90              | 13º             | 51              | 6º   | 74     |
| Baku 2012       | Anri Jokhadze                          | "I'm a Joker"            | Não se qualificou | Não se qualificou | Não se qualificou | Não se qualificou | Não se qualificou | Não se qualificou | 18º             | 15              | 8º              | 62              | 14º  | 36     |
| Malmö 2013      | Sopho Gelovani e Nodiko Tatishvili     | "Waterfall"              | 23º               | 17.08             | 13º               | 12.10             | 15º               | 50                | 13º             | 9.89            | 5º              | 6.05            | 10º  | 63     |
| Copenhaga 2014  | The Shin & Mariko Ebralidze            | "Three Minutes to Earth" | Não se qualificou | Não se qualificou | Não se qualificou | Não se qualificou | Não se qualificou | Não se qualificou | 15º             | 15              | 13º             | 33              | 15º  | 15     |
| Viena 2015      | Nina Sublatti                          | "Warrior"                | 13º               | 51                | 10º               | 62                | 11º               | 51                | 4º              | 97              | 4º              | 95              | 4º   | 98     |
| Estocolmo 2016  | Nika Kocharov & Young Georgian Lolitaz | "Midnight Gold"          | 20º               | 24                | 14º               | 80                | 20º               | 104               | 11º             | 39              | 7º              | 84              | 9º   | 123    |
| Kiev 2017       | Tako Gachechiladze                     | "Keep the Faith"         | Não se qualificou | Não se qualificou | Não se qualificou | Não se qualificou | Não se qualificou | Não se qualificou | 13º             | 37              | 8º              | 62              | 11º  | 99     |
| Lisboa 2018     | Iriao                                  | "For You"                | Não se qualificou | Não se qualificou | Não se qualificou | Não se qualificou | Não se qualificou | Não se qualificou | 17º             | 13              | 18º             | 11              | 18º  | 24     |
| Tel Aviv 2019   | Oto Nemsadze                           | "Keep On Going"          | Não se qualificou | Não se qualificou | Não se qualificou | Não se qualificou | Não se qualificou | Não se qualificou | 13º             | 33              | 14º             | 29              | 14º  | 62     |
| Roterdão 2021   | Tornike Kipiani                        | "You"                    | Não se qualificou | Não se qualificou | Não se qualificou | Não se qualificou | Não se qualificou | Não se qualificou | 14º             | 15              | 17º             | 1               | 16º  | 16     |
| Turim 2022      | Circus Mircus                          | "Lock Me In"             | Não se qualificou | Não se qualificou | Não se qualificou | Não se qualificou | Não se qualificou | Não se qualificou | 17º             | 9               | 15º             | 13              | 18º  | 22     |
| Liverpool 2023  | Iru Khechanovi                         | "Echo"                   | Não se qualificou | Não se qualificou | Não se qualificou | Não se qualificou | Não se qualificou | Não se qualificou | Apenas televoto | Apenas televoto | Apenas televoto | Apenas televoto | 12º  | 33     |
| Malmö 2024      | Nutsa Buzaladze                        | "Firefighter"            | 18º               | 19                | 15º               | 15                | 21º               | 34                | Apenas televoto | Apenas televoto | Apenas televoto | Apenas televoto | 8º   | 54     |
| Basileia 2025   | Mariam Shengelia                       | "Freedom"                | Não se qualificou | Não se qualificou | Não se qualificou | Não se qualificou | Não se qualificou | Não se qualificou | Apenas televoto | Apenas televoto | Apenas televoto | Apenas televoto | 15º  | 28     |

## Comentadores e porta-vozes
| Ano(s) | Comentador televisivo                 | Porta-voz                          |
| ------ | ------------------------------------- | ---------------------------------- |
| 2007   | Sandro Gabisonia e Sopho Altunashvili | Neli Agirba                        |
| 2008   | Bibi Kvachadze                        | Tika Patsatsia                     |
| 2009   | No Broadcast                          | Não participou                     |
| 2010   | Sopho Altunishvili                    | Mariam Vashadze                    |
| 2011   | Sopho Altunishvili                    | Sofia Nizharadze                   |
| 2012   | Temo Kvirkvelia                       | Sopho Toroshelidze                 |
| 2013   | Temo Kvirkvelia                       | Liza Tsiklauri                     |
| 2014   | Lado Tatishvili e Tamuna Museridze    | Sopho Gelovani e Nodiko Tatishvili |
| 2015   | Lado Tatishvili e Tamuna Museridze    | Natia Bunturi                      |
| 2016   | Tuta Chkheidze                        | Nina Sublatti                      |
| 2017   | Demetre Ergemlidze                    | Nika Kocharov                      |

## História dos votos (2007-2016)
Geórgia deu mais pontos a…
| Rank | País         | Pontos |
| ---- | ------------ | ------ |
| 1    | Ucrânia      | 128    |
| 2    | Arménia      | 116    |
| 3    | Azerbaijão   | 105    |
| 4    | Lituânia     | 90     |
| 5    | Bielorrússia | 71     |

Geórgia recebeu mais pontos de…
| Rank | País         | Pontos |
| ---- | ------------ | ------ |
| 1    | Lituânia     | 147    |
| 2    | Arménia      | 127    |
| 3    | Ucrânia      | 102    |
| 4    | Bielorrússia | 77     |
| 5    | Azerbaijão   | 71     |

## Prémios Marcel Bezençon
Prémio Imprensa
| Ano  | Artista     | Canção        | Resultado na final | Pontos | Anfitriã |
| ---- | ----------- | ------------- | ------------------ | ------ | -------- |
| 2013 | "Waterfall" | Nodi e Sophie | 15º                | 50     | Malmö    |